# Frederick Beunckens
Frederick Beunckens ou Frédéric Beunckens ou Freddy Beunckens (Ougrée, 17 mars 1938 - Liège, 12 février 2009) est un peintre belge d'origine flamande, de son vrai nom Alfred Beunckens. Il est connu pour son refus total du non-figuratif, lié à un penchant marqué pour l’expressionnisme. Son œuvre est radicalement agressive.

## Biographie
Un des élèves préférés de Robert Crommelynck à l'Académie Royale des Beaux-Arts de Liège où il a ensuite lui-même enseigné, Frederick Beunckens restera, comme lui, fidèle à la peinture figurative : « … il s’affirme "radicalement réaliste, mais absolument contre la conception manichéenne du réalisme, celle qui se satisfait de caresser la pelure des choses". Des évènements comme la guerre civile espagnole ou les gestes familiers de l'homme prisonnier et l'absurdité du monde contemporain provoquent en quelque sorte l'artiste, qui affirme son engagement politique et philosophique dans un expressionnisme à la fois agressif et grinçant ». 
Il anime avec Léopold Plomteux, en 1968, l'Atelier d'Expression Libre de Flémalle-Haute[précision nécessaire][Quoi ?]. 
Frederick Beunckens a illustré "Du ring aux abattoirs", livre à tirage limité (24 exemplaires) de Charles Bukowski, Higny éditeur, Liège 1984.[réf. nécessaire]
Il est mort le 12 février 2009 ; quelques mois plus tard, en juillet 2009 avait lieu au musée Curtius de Liège l'exposition Crommelynck - Beunckens.

## Notoriété
Son décès fut annoncé dans quelques quotidiens locaux et sur la page de la région de Liège du site web de la RTBF.
Il est repris dans Le Dictionnaire des peintres belges du XIVe siècle à nos jours où on peut aussi lire une courte bibliographie.

## Œuvres dans les collections
- 1968 : Après des siècles d'esclavage, au Musée de l'Art wallon, à Liège.
- 1968 : Passez-moi le dossier Beunckens, au Musée de l'Art wallon, à Liège.
- 1972 : Vincent tu ne peux plus t'asseoir, Collection Province de Liège.
- 1976 : Aller retour1, Musée d'Art moderne et d'Art contemporain de Liège.

## Expositions
Extrait du catalogue publié par la ville de Liège pour l'exposition à la salle Saint-Georges en 1992 : Permanence d'une figuration (responsable de l'exposition: Françoise Safin-Crahay, Conservateur). Textes dans le catalogue de Jacques Parisse. Maquette et mise en page de Guy Jungblut/Yellow Now.
- 1959 et 1962 : Jeunes artistes de Wallonie/APIAW, Liège
- 1962 et 1964 : Salon de Mai, Musée de l'Art Wallon, Liège
- 1962 : Salon des artistes liégeois, Musée de l'art wallon, Liège
- 1967 : "Une figuration différente", Paris [Où ?]
- 1968 : Galerie Contrastes, Bruxelles [réf. nécessaire]
- 1969 : Mouvement réaliste, Namur [précision nécessaire]
- 1970 : Première Quadriennale des jeunes artistes liégeois, Musée de l'Art wallon, Liège
- 1972 : Les peintures de Frederick Beunckens à la Galerie A.O. Barnabooth de Jacques Carton, (Galerie du Roi) Bruxelles [réf. nécessaire]
- 1981 : "Au fil de l'eau" Intercom (100 quai Godfroid Kurth), Liège (collective avec Andrien Mady, Art Raymond, Bage Yves, Caterina Dario, Collignon Georges, Deconinck Louis, Englebert, Fourneau Daniel, Lardinois Walthère, Mewissen Perrine, Musin Maurice, Mytych Guy, Pétry Pierre, Polus Georges, Rets Jean, Rome Jo)
- 1983 : (26/01-12/02) Galerie Balleger (quai de Gaulle) Liège-Berlin (collective avec Caterina Dario, Fourneau Daniel, Vanden Brom Marc / Middendorf Helmut)
- 1984 : Exposition organisée par le CRAC (Centre Régional d'Action contre le Cancer), Ancienne Eglise Saint-André, Liège (exposition collective)
- 1984 : Château-Musée (16e Festival International de la Peinture) Cagnes-sur-Mer-France (organisé par la Galerie d'Art Actuel Georgette Ballegeer, Liège)
- 1985 : Peintres contemporains de la communauté française de Belgique, Fondation du Château de Villa, Sierre-Valais-Suisse [réf. nécessaire]
- 1986 : David 1793 - Beunckens 1986 : Six re-lectures pour la liberté (Catalogue Jacques Parisse) Liège.
- 1989 : "Carte blanche à Jacques Parisse, 25 ans de critique d'Art", Centre wallon d'art contemporain – La Châtaigneraie de Flemalle-Haute (collective)
- 1992 : "Permanence d'une figuration", Salle Saint-Georges (responsable de l'exposition: Françoise Safin-Crahay, Conservateur), (Catalogue Jacques Parisse), Liège
- 1994 : "La Gallerie", 21 artistes de la Cité ardente, Liège (collective avec Marc Alexandre, Yves Bage, Charles Bresmal, Alain De Clerck, Enzo Di Sante, Fernand Flausch, Daniel Fourneau, Hubert Grooteclaes, Jean Hick, Maurice Lemaire, Jacques Lint, Jacques Lizène, Patrick Marczewski, Jacques Louis Nyst, Joseph Orban, Vincent Pagacz, Pierre Petry, Lambert Rocour, Syl, Marc Vanden Brom)[7]
- 1996 : "Espace culturel" 125 ans d'art liégeois : peinture, sculpture, gravure en province de Liège, 1870-1995, (exposition collective) - Catalogue soigné par Jacques Parisse, Liège, édition Banque Bruxelles-Lambert, 1996.
- 1998 : Museo de la Revolucion La Havane. [réf. nécessaire]
- 2009 : Exposition temporaire, Crommelynck-Beunckens au musée Grand Curtius à Liège[8].